# Бервуд (Сидней)
Бервуд — пригород Сиднея, штат Новый Южный Уэльс, Австралия. Он находится в 10 км (6,2 миль) к западу от центрального делового района Сиднея и является административным центром области местного самоуправления в муниципалитете Бурвуд.

## История
Археологические данные указывают на то, что люди жили в районе Сиднея не менее 11 000 лет. Эта длительная связь привела к гармоничным отношениям между коренными жителями и их окружающей средой, которые были прерваны прибытием британцев в 1788 году.

## Ориентиры
Бервуд показывает много прекрасных примеров архитектуры из викторианского и федерального стиля. Англиканская церковь Святого Павла на Бурвуд-Роуд была спроектирована колониальным архитектором Эдмундом Блэкетом и построена в 1871 году.